# Црни хеликоптер
Црни хеликоптер је симбол конспиративног војног преузимања власти Сједињених Држава у покрету америчке милиције, а такође је повезан са НЛО-има, посебно у Великој Британији, људима у црном и сличним заверама.

## Преглед
Приче о црним хеликоптерима први пут су се појавиле 1970-их и биле су повезане са извештајима о сакаћењу стоке. Могуће је да је идеја настала у књизи Хала Линдзија The Late, Great Planet Earth, објављеној 1970. године и популарној међу теоретичарима завере. Линдзи је претпоставио да су створења слична скакавцима која се помињу у Јовановом откривењу у Новом завету заправо хеликоптери, које Џон никада није видео и стога није знао како да их опише.
Џим Кит је написао две књиге на ову тему: Black Helicopters Over America: Strikeforce for the New World Order (1995) и Black Helicopters II: The End Game Strategy (1998).
Медијска пажња на црне хеликоптере порасла је у фебруару 1995, када је републиканска представница у северном Ајдаху у првом мандату Хелен Ченовет оптужила да наоружани савезни агенти слећу црне хеликоптере на имање ранчера у Ајдаху да би спровели Закон о угроженим врстама. „Никада их нисам видела“, рекла је Ченовет у интервјуу за The New York Times. „Али довољно људи у мом округу је постало забринуто да то не могу само да игноришем. Имамо неке доказе."
Претпоставка о црним хеликоптерима добро резонује са уверењем неких у покрету милиције да би трупе Уједињених нација могле да нападну Сједињене Државе. Друштво Џона Бирча је то првобитно промовисало, тврдећи да ће снаге Уједињених нација ускоро стићи у црним хеликоптерима да ставе САД под контролу УН. Слична теорија о такозваним "фантомским хеликоптерима" појавила се у Великој Британији 1970-их.

## Документована употреба
Познато је да следеће организације и владине агенције користе црне и/или необележене хеликоптере у Сједињеним Државама за некласификоване намене:
- Америчка царинска и гранична заштита управља са десетак црно-златних хеликоптера УХ-60 Блек Хоук.[9]
- 160. авијацијски пук за специјалне операције користи хеликоптере првенствено обојене црном бојом, а други огранци америчке војске користе хеликоптере обојене у црне или тамне боје, посебно Паве Лов, који је оптимизован за дуготрајно скривено убацивање и извлачење особља, укључујући борбено трагање и спасавање. Војска САД редовно спроводи и вежбе и оперативне мисије у америчком ваздушном простору. Неке од ових вежби су одржане у густо насељеним градовима, укључујући Лос Анђелес, Њујорк, Детроит, Сан Франциско, Њу Орлеанс,[10] Чикаго,[11] и Вашингтон. Већина оперативних мисија има задатак да забрани наркотике у југозападној Америци и ван Флориде и Порторика. Широком употребом ИР, радара, ГПС уређаја и уређаја за ноћно осматрање, као и других класификованих средстава, они су у стању да лете у условима нулте видљивости без светла. Честа пракса резултира честим виђењима забринутих чланова јавности.
- Почетком 1970-их, Air America (бивша авио компанија лажне корпорације која је тајно радила у име ЦИА-е под окриљем приватног комерцијалног подухвата) извела је пробне летове два високо модификована црна хеликоптера Хјуз ОХ-6 Кајус у Калвер Ситију.[12] Након што је мисија која му је додељена завршена, један хеликоптер је пренет у власништво Пацифичке корпорације Вашингтона.[12] Други хеликоптер тренутно лети за шерифску канцеларију округа Снохомиш у држави Вашингтон.[13]
- Многи одбрамбени уговарачи и произвођачи хеликоптера такође спроводе јавна тестирања летења авиона и компоненти или лете авионом у јавности како би тестирали полигоне или друге корпоративне аеродроме за обуку или демонстрације. Повремено ће се неки од ових авиона правити за војне клијенте и офарбани у црне или тамне боје.
- Многе америчке агенције за спровођење закона користе црне хеликоптере за надзор, транспорт и патролу. Неке од агенција које их користе су Служба за имиграцију и царину, Служба маршала САД, Управа за сузбијање наркотика и Федерални истражни биро.[14]

## Пежоративни израз
Термин се такође користи за исмевање других теорија завере или теоретичара завере:
- Године 2007, у чланку Слејт-а о кошаркашком суђењу пише: „У светлу овог скандала, свака утакмица ће бити доведена у питање, а не само од стране навијача који су склони да виде црне хеликоптере ван арене.”[15]
- Године 2013, потпредседник Џо Бајден је прибегао том термину у говору који је одговарао Националној асоцијацији пушкара током кампање у Белој кући за проверу прошлости свих купаца оружја, рекавши: „Група црначких хеликоптера је заиста узнемирена. Мало је застрашујуће, човече.“ [16]
- Министарство за унутрашњу безбедност Сједињених Држава предложило је 2018. базу података за праћење активности новинара, блогера и других „медијских утицајних“. Као одговор на забринутост, портпарол ДХС-а је рекао: „Упркос ономе што неки новинари могу предложити, ово није ништа друго до стандардна пракса праћења актуелних догађаја у медијима. Сваки други предлог је погодан за теоретичаре завере црних хеликоптера који носе шешир од лимене фолије.“[17]
- Године 2020., гувернер Флориде Рон Десантис, у јавном наступу са америчким потпредседником Мајком Пенсом, одбио је критичаре његове администрације у њеном руковању пандемијом Ковид 19, рекавши: „Успели смо и мислим да људи једноставно не желе да га препознају, јер то доводи у питање њихов наратив, доводи у питање њихову претпоставку, па су морали да покушају да пронађу баук – можда је то што око Министарства здравља круже црни хеликоптери. Ако верујете у то, хм, имам мост у Бруклину да вам продам.“ [18][19]

## Измишљене представе
- Бекство из Њујорка је филм из 1981. у коме су Сједињене Државе приказане као потпуна полицијска држава до 1997. године. Полицијске снаге Сједињених Држава користе црне хеликоптере да патролирају граничним зидовима острва Менхетн, сада затворске казнене колоније. УСПФ је приказан како користи хеликоптере за извлачење, надзор и убијање затвореника који покушавају да побегну. У наставку из 1996. године, Бекство из Лос Анђелеса, хеликоптери УСПФ-а су футуристичкијег облика и функције са преклопним роторима који се повлаче у врх након слетања.
- Плави гром, филм у коме је полицајац одређен као пробни пилот напредног наоружаног хеликоптера тамне боје намењеног за антитерористичке дужности. Затим открива заверу за изазивање нереда у урбаним гетима као изговор за проглашење ванредног стања како би се успоставила диктатура, користећи такве хеликоптере за покоравање становништва.
- Ервулф, телевизијска серија у којој обавештајна агенција позната само као 'Фирма' користи напредни наоружани хеликоптер тамне боје за обављање шпијунских мисија у иностранству и унутар Сједињених Држава.
- Америка, телевизијска минисерија у којој је Совјетски Савез преузео Сједињене Државе под изговором мировне мисије Уједињених нација и користи црно обојене наоружане хеликоптере да застраши локално становништво и уништи сваки отпор њиховој владавини.
- Дус Ек, игра у којој протагониста користи црни хеликоптер као примарно превозно средство.
- Досјеи Икс: Борба против будућности је играни филм из 1998. који су написали Крис Картер и Френк Спотник. Црни хеликоптери се појављују када јуре централне ликове Фокса Молдера и Дејну Скали који су открили складиште за пчеле које су генетски модификоване да носе ванземаљски вирус. Необележени црни хеликоптери такође играју кључну улогу у завршним епизодама друге и девете сезоне телевизијске серије, која укључује Пушача цигарета.
- „Вирд Ал” Јанковик помиње „црне хеликоптере који ’прелазе границу” у својој песми „Фолија” (пародија на Лордову песму „Ројалс”) која почиње као реклама за алуминијумску фолију и прераста у завереничко брбљање.
- Јарац један: Након што астронаути Роберт Колфилд и Чарлс Брубејкер побегну из објекта америчке владе где су били приморани да лажирају насловно слетање на Марс, прогони их пар претећих црних хеликоптера Хјуз ОХ-6 Кајуз.[20]
- Тајни свет : Црни хеликоптери са црвено обојеним надстрешницама у власништву сеновите Орочи групе појављују се на више тачака у игри, посебно у области Кингсмаут Тауна, која укључује потрагу под називом „Црни хеликоптери“.
- Теорија завере: филм из 1997. са Мелом Гибсоном у главној улози. Џери Флечер (Мел Гибсон) описује нечујне црне војне хеликоптере празној кабини.
- Картман добија аналну истрагу : У овој епизоди у Јужном парку из 1997. године, која је прва, постоји сцена када фармер Бил Денкинс каже полицајцу Барбредију да су недавно примећени НЛО-и и црни хеликоптери. Барбради му се смеје, али онда иза њега лете црни хеликоптери. Барбради мисли да је бука хеликоптера била ништа друго до летење голуба.